# Hippoporella gorgonensis
Hippoporella gorgonensis är en mossdjursart som beskrevs av Roxanne Irene Hastings 1930. Hippoporella gorgonensis ingår i släktet Hippoporella och familjen Hippoporidridae.
Artens utbredningsområde är Mexikanska golfen. Inga underarter finns listade i Catalogue of Life.